# Isla Arica
La Isla Arica es una isla chilena ubicada en la comuna de Punta Arenas, en la XII Región de Magallanes y de la Antártica Chilena, perteneciente al archipiélago de Tierra del Fuego. Se trata en realidad de uno de dos islotes, ubicados frente a la costa de la comuna de Puerto Natales. El segundo de ellos es la Isla Tacna. Se estima una extensión aproximada no superior a 2,9 ha. para cada isla.